# Neocompsa
Neocompsa är ett släkte av skalbaggar. Neocompsa ingår i familjen långhorningar.

## Dottertaxa tillNeocompsa, i alfabetisk ordning[1]
- Neocompsa agnosta
- Neocompsa alacris
- Neocompsa albopilosa
- Neocompsa aspasia
- Neocompsa bimaculata
- Neocompsa chemsaki
- Neocompsa clerochroa
- Neocompsa comula
- Neocompsa cylindricollis
- Neocompsa dysthymia
- Neocompsa eburioides
- Neocompsa exclamationis
- Neocompsa fefeyei
- Neocompsa fulgens
- Neocompsa gaumeri
- Neocompsa giesberti
- Neocompsa glaphyra
- Neocompsa habra
- Neocompsa intricata
- Neocompsa leechi
- Neocompsa lenticula
- Neocompsa limatula
- Neocompsa lineolata
- Neocompsa longipilis
- Neocompsa macroscina
- Neocompsa macrotricha
- Neocompsa magnifica
- Neocompsa mendezi
- Neocompsa mexicana
- Neocompsa micromacula
- Neocompsa mimosa
- Neocompsa obscura
- Neocompsa ptoma
- Neocompsa pysma
- Neocompsa quadriplagiata
- Neocompsa ruatana
- Neocompsa santarensis
- Neocompsa sericans
- Neocompsa serrana
- Neocompsa sinaloana
- Neocompsa spinosa
- Neocompsa squalida
- Neocompsa tenuissima
- Neocompsa textilis
- Neocompsa thelgema
- Neocompsa tuberosa
- Neocompsa tucumana
- Neocompsa turnbowi
- Neocompsa wappesi
- Neocompsa ventricosa
- Neocompsa veracruzana
- Neocompsa werneri
- Neocompsa v-flava
- Neocompsa vogti